# Slovenië op het Eurovisiesongfestival 2023

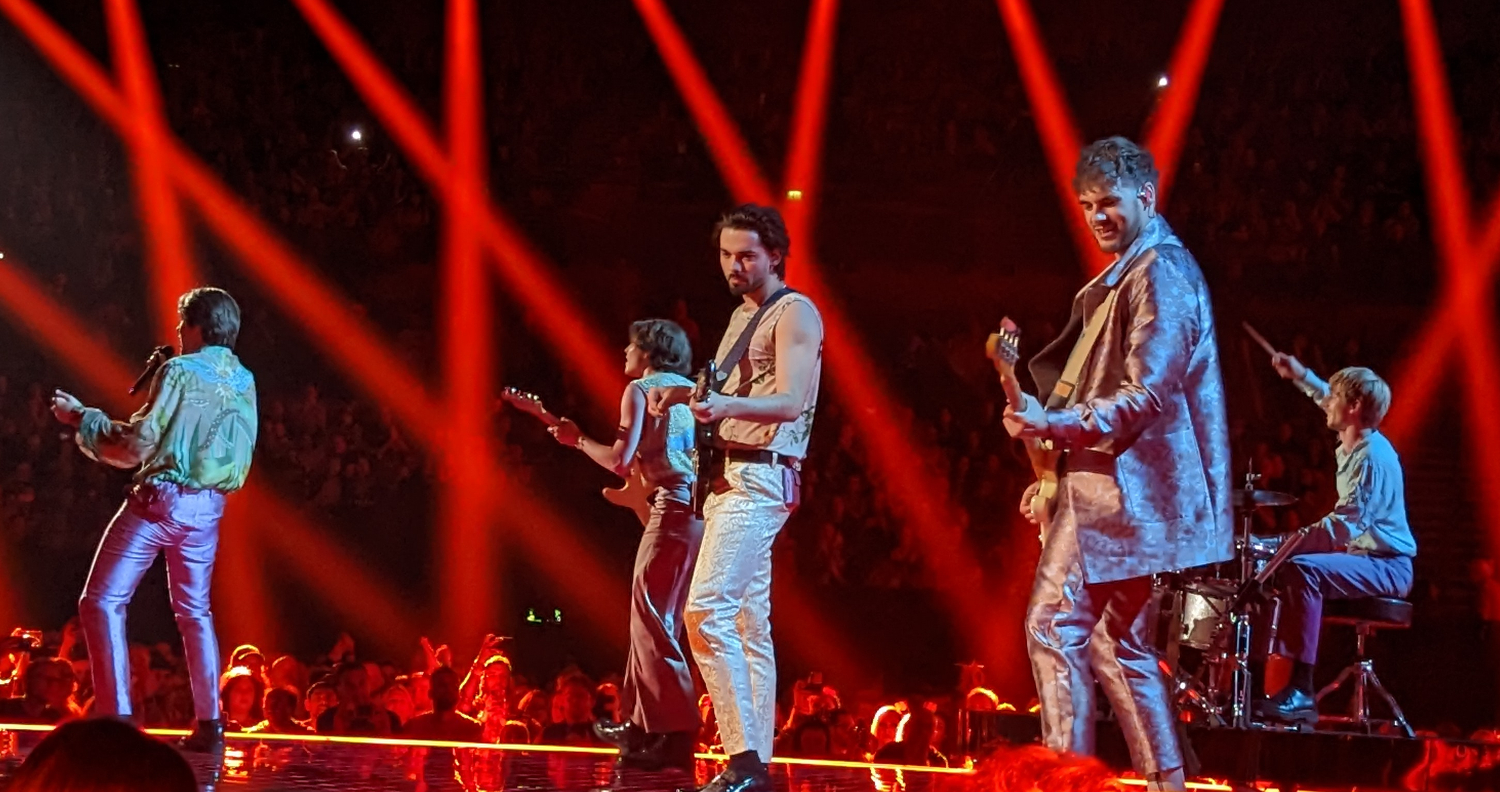
Joker Out tijdens de jury finale in Liverpool.

Slovenië nam deel aan het Eurovisiesongfestival 2023 in Liverpool, Verenigd Koninkrijk. Het was de 28ste deelname van het land op het Eurovisiesongfestival.

## Selectieprocedure
Na een laatste plaats tijdens de halve finale op het Eurovisiesongfestival 2022 besloot de Sloveense omroep RTV om de selectieprocedure over een andere boeg te gooien. Hiermee kwam de nationale voorronde te vervallen en opteerde de omroep voor de editie van 2023 voor een interne selectie. De omroep gaf de voorkeur aan succesvolle, bewezen en hoogwaardige muziekartiesten en koos in een interne selectie voor de populaire band Joker Out. Op 8 december 2022 werd tijdens een persconferentie bekend gemaakt dat de band het land ging vertegenwoordigen, hierbij werd ook de datum van de bekendmaking van het lied genoemd; deze ging op 4 februari in première en kreeg als titel; Carpe diem het zal gezongen worden in het Sloveens.

## In Liverpool
Slovenië zal aantreden in de tweede halve finale op 11 mei 2023. De loting voor de halve finales vond plaats op 31 januari. Slovenië treedt aan als tiende na Polen en voor Georgië. Slovenië stootte met een vijfde plaats in de halve finale vlot door naar de grote finale, waar ze optraden als 24ste act. Slovenië eindigde uiteindelijk als 21ste met 78 punten, waarvan 45 punten van de televoters, en 33 van de jury's. De Servische jury en het Kroatische publiek gaven Slovenië de hoogste punten.
1993 · 1994 · 1995 · 1996 · 1997 · 1998 · 1999 · 2000 · 2001 · 2002 · 2003 · 2004 · 2005 · 2006 · 2007 · 2008 · 2009 · 2010 · 2011 · 2012 · 2013 · 2014 · 2015 · 2016 · 2017 · 2018 · 2019 · 2020 · 2021 · 2022 · 2023 · 2024 · 2025
Albanië · Armenië · Australië · Azerbeidzjan · België · Cyprus · Denemarken · Duitsland · Estland · Finland · Frankrijk · Georgië · Griekenland · Ierland · IJsland · Israël · Italië · Kroatië · Letland · Litouwen · Malta · Moldavië · Nederland · Noorwegen · Oekraïne · Oostenrijk · Polen · Portugal · Roemenië · San Marino · Servië · Slovenië · Spanje · Tsjechië · Verenigd Koninkrijk · Zweden · Zwitserland